# § 20-spørgsmål
Et § 20-spørgsmål (paragraf 20-spørgsmål) er et spørgsmål om et offentligt anliggende stillet af et folketingsmedlem til en minister. Navnet refererer til § 20 i Folketingets forretningsorden, hvor reglerne for disse spørgsmål er fastlagt.
Spørgsmålene tillader, at partier uden for regeringen og dermed uden direkte adgang til embedsmandsapparatet i ministerierne kan få oplysninger til brug i deres parlamentariske arbejde. Derudover – og måske hyppigst – kan de bruges politisk til at skabe opmærksomhed omkring en konkret sag eller en generel problemstilling inden for ministerens resortområde. Det sker jævnligt, at sager rejst af pressen, giver anledning til § 20-spørgsmål. I sin besvarelse tager ministeren som regel stilling til, om han anser den aktuelle sag for problematisk, og om han i givet fald agter at foretage sig noget i sagen. Endelig bliver spørgsmålene indimellem brugt til politisk drilleri, ligesom spørgerne også opnår en vis form for selvpromovering.
Ministeren har ikke pligt til at svare men kan erklære, at han ikke ser sig i stand til at besvare spørgsmålet. I praksis ser man ofte såkaldte “ikke-svar”, dvs. at ministeren – i hvert fald efter spørgerens opfattelse – taler udenom og afgiver et svar, der reelt ikke er en besvarelse af det stillede spørgsmål. I den slags situationer har spørger ingen klageinstans men må forfølge sagen på anden vis. Derimod kan ministeren straffes i henhold til ministeransvarlighedsloven, hvis han giver Folketinget urigtige eller vildledende svar eller fortier væsentlige oplysninger.
§ 20-spørgsmål kan stilles til mundtlig eller – i de fleste tilfælde – skriftlig besvarelse. Et spørgsmål til mundtlig besvarelse indleveret om senest fredag besvares i Folketingssalen om onsdagen i den følgende uge i den såkaldte spørgetid, hvor både ministeren, spørgeren og andre folketingsmedlemmer kan komme til orde. De skriftlige besvarelser fremsendes løbende. Både skriftlige og mundtlige besvarelser føres til protokols og kan bl.a. læses på Folketingets hjemmeside.
Herudover har folketingsmedlemmerne i spørgetimen om onsdagen mulighed for at stille de tilstedeværende ministre uforberedte spørgsmål, dvs. hvor ministeren ikke kender ordlyden på forhånd. Disse spørgsmål besvares med det samme.
| Parti                   | Antal spørgsmål |
| ----------------------- | --------------- |
| Socialdemokraterne      | 2703            |
| Enhedslisten            | 2310            |
| Dansk Folkeparti        | 1127            |
| Socialistisk Folkeparti | 1058            |
| Radikale Venstre        | 196             |
| Liberal Alliance        | 52              |
| Venstre                 | 14              |
| Fokus                   | 9               |
| Konservative Folkeparti | 7               |
| I alt                   | 7504            |

§ 20-spørgsmål 13. november 2007 – 19. april 2010.

I perioden november 2007 – april 2010 blev der stillet 7.504 § 20-spørgsmål. Den mest aktive spørger var Per Clausen fra Enhedslisten, der stod for 1.824 spørgsmål, efterfulgt af Rasmus Prehn fra Socialdemokraterne med 290. Da medlemmer af regeringspartierne gør deres indflydelse gældende via regeringsarbejdet, er det primært de øvrige partier, der benytter sig af muligheden for at stille spørgsmål.